# Aminoacil ARNt sintetasa

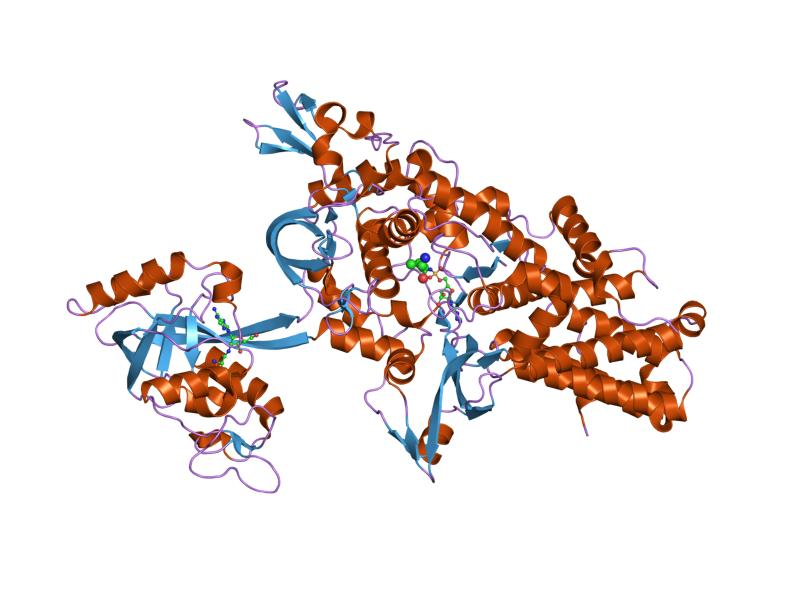
Leucil-ARNt sintetasa de Thermus thermophilus

Una Aminoacil ARNt sintetasa, en anglès: aminoacyl tRNA synthetase (aaRS), és un enzim que enganxa l'aminoàcid apropiat en el seu ARNt. Ho fa catalitzant l'esterificació d'un aminoàcid específic del mateix origen o el seu precursor a un dels ARNt del mateix origen per a formar un aminoacil ARNt.
Quan un ARNT és carregat d'aquesta manera, un ribosoma pot transferir l'aminoàcid d'un ARNt a un pèptid en creixement, segons el seu codi genètic. Aleshores l'aminoacyl ARNt té un important paper en la translació d'ADN, l'expressió de gens per crear proteïnes.

## Classes
Hi ha dues classes d'aminoacil ARNt sintetasa:
- Classe I que normalment és monomèrica o dimèrica
- Classe II que normalment és dimèrica o tetramèrica

Els aminoàcids s'enganxen al grup hidroxil (-OH) de l'adenosina via el grup carboxil (-COOH).

## Estructures
Les dues classes d'aminoacil-ARNt sintetases són proteïnes multidomini

## Evolució
Les filogènies moleculars de les aaRSs sovint no són consistents amb les filogènies animals acceptades. Això és, que violen el patró canònic filogenètic mostrat per altres enzims dels tres dominis de la vida - Archaea, Eubacteria, i Eukarya. Hi ha dues indicacions clares que la transferència horitzontal ha ocorregut diverses vegades durant la història evolutiva de les aaRSs.

## Aplicació en biotecnologia
En algunes d'aquestes sintetases, la cavitat que aguanta l'aminoàcid pot ser mutada i modificada per portar aminoàcids no naturals sintetitzats en el laborator,i enganxar-los a ARNt específics.
Per mutació de les aminoacil ARNt sintetases, s'aconsegueixen aminoàcids sintètics amb propietats útils: fotoreactives, quelatació de metalls, fluorescència i aminoàcids actius en redox.